# Islam Bibi
Islam Bibi (en pachtoun : د اسلام چاچی), née en 1974 à Kondoz (Afghanistan) et morte assassinée le 4 juillet 2013, est une sous-lieutenant de la police afghane de la province d'Helmand. Dans un pays où moins de 1 % des policiers sont des femmes, elle est, au moment de son assassinat, la femme la plus gradée de la police afghane.  

## Biographie
Islam Bibi naît en 1974, à Kondoz, une province du nord de l'Afghanistan, à la frontière du Tadjikistan. En 1996, les talibans prennent le pouvoir et instaurent l'émirat islamique d'Afghanistan, avec à sa tête le mollah Mohammad Omar. Fondé sur une application stricte de la charia, le régime interdit aux femmes, entre autres, l'accès à l'éducation et à l'emploi. Comme des millions d'autres Afghans poussés par la dureté du régime et la famine, Islam Bibi s'enfuit avec sa famille et devient réfugiée en Iran. Veuve, elle retourne en Afghanistan en 2001 puis élève ses trois enfants avant de rejoindre la police contre la volonté de sa famille.

## Carrière

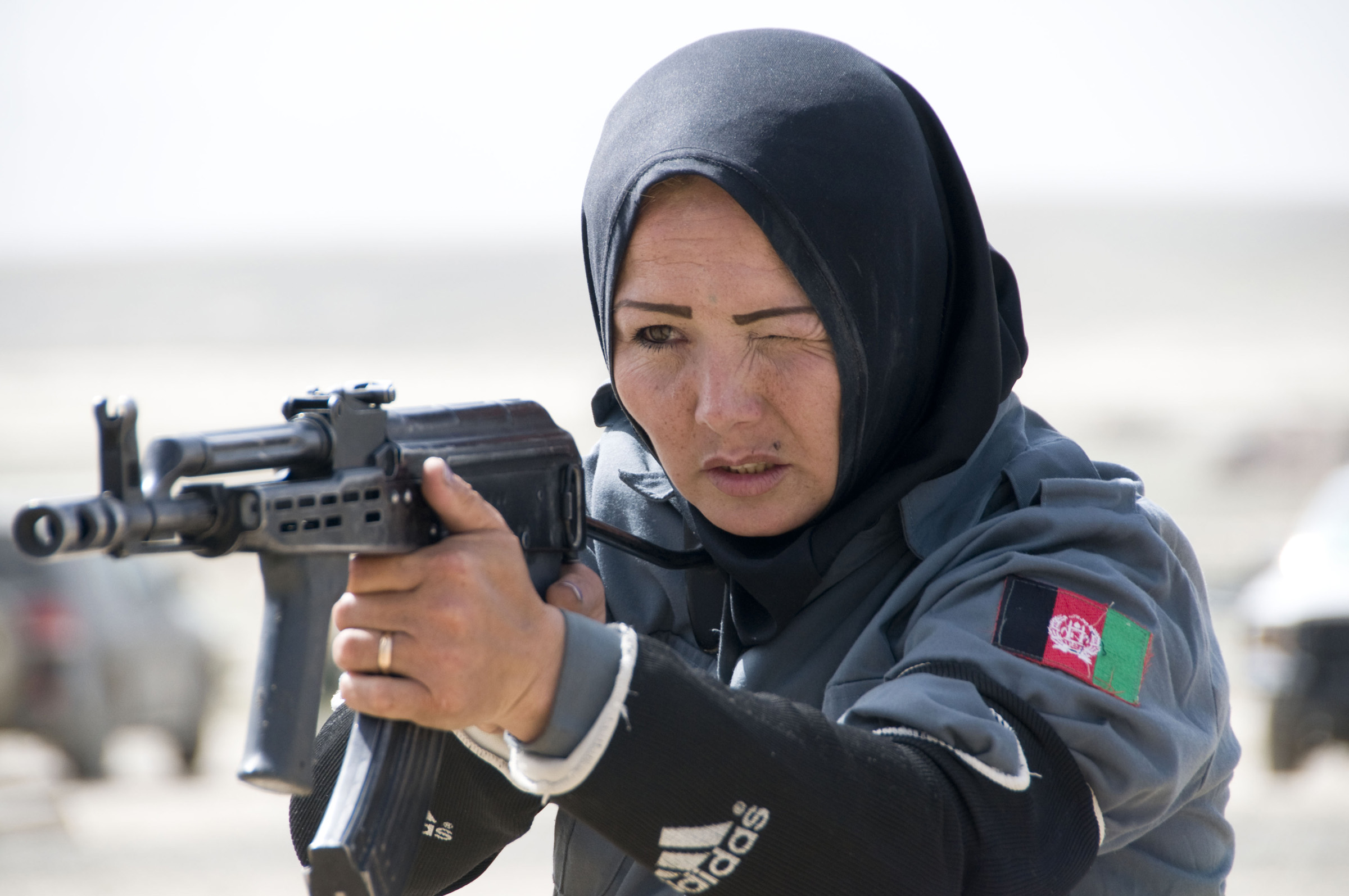
Une policière afghane (entraînement sur AK-47).

Islam Bibi rejoint les forces de police en 2003 auprès du Département des enquêtes criminelles. Elle est nommée au grade de sous-lieutenant et dirige un escadron d'une trentaine de femmes qui enquêtent notamment sur les terroristes talibans. Elles entrent notamment dans les maisons lors des perquisitions dans les zones réservées aux femmes, où les policiers masculins ne sont pas autorisés. 
Dans un pays où les droits des femmes à l'emploi n'est pas garanti, et où il y a très peu de policières, son engagement est très mal perçu. Son frère tente de la tuer par trois fois pour « sauver l'honneur » de sa famille et elle reçoit de nombreuses menaces de mort.  
Human Rights Watch constate que ces policières sont souvent victimes de harcèlement sexuel et de violence verbale de la part de leurs homologues masculins. 

## Assassinat
Islam Bibi est abattue alors qu'elle quitte son domicile le matin du 4 juillet 2013 à Lashkar Gah, la capitale de la province de Helmand,. Aucune enquête n'est ouverte pour déterminer le responsable de la fusillade. Les talibans sont soupçonnés d'être à l'origine de ce meurtre. Quelques mois plus tard, ils tueront également la successeure d'Islam Bibi, la sous-lieutenant Negar.  